# سیارک ۱۱۸۳۳
سیارک ۱۱۸۳۳ (به انگلیسی: 11833 Dixon، نامگذاری:1985RW) یازده هزار و هشتصد و سی و سومین سیارک کشف شده‌است که در ۱۳ سپتامبر ۱۹۸۵ کشف شد.